# Amoeba Culture
Amoeba Culture (hangeul : 아메바 컬쳐) est un label discographique sud-coréen. Il héberge des artistes prééminents du hip-hop sud-coréen tels que Dynamic Duo,  Primary et Crush. En 2015, le label a décroché la 3e place en termes de ventes parmi les labels coréens.

## Histoire
Amoeba Culture a été fondé en septembre 2006 par les membres de Dynamic Duo, Gaeko et Choiza, et l'actuel PDG Go Kyung-min. Le label a tenu des auditions ouvertes fin 2007 afin d'étendre sa liste. En 2008, le compositeur et producteur Primary et le duo de hip-hop Supreme Team rejoignent la compagnie.
En 2011, le label sort une série de jouets figurines et a lancé le projet "AMOEBAHOOD" pour promouvoir des expositions et d'autres projets artistiques culturels. Ils ont également créé le studio d'enregistrement d'Amoeba Culture en octobre 2011. En 2012, le label a tenu les premiers "Amoebahood Concerts" au Daegu Exco et au KBS Busan Hall en février, au House of Blues à Los Angeles et au Showbox à Seattle en avril avec Kero One,. Zion.T a annoncé qu'il avait signé avec le label cet été.
En 2013, tous les artistes du label ont participé au projet "NOWeekend" qui a abouti à un album. Le groupe a également tenu le "2013 Amoebahood Concerts" les 16 et 17 mars. Le 19 juillet 2013, Supreme Team se séparent à cause de la fin du contrat de E-Sens. Cet été, E-Sens a sorti des morceaux accusant Amoeba Culture de lui avoir fait signer un contrat d'esclavage et de lui avoir volé de l'argent, ce que le label a nié. En janvier 2014, l'autre ex-membre de Supreme Team, Simon D, a à son tour quitté le label. 
En 2017, ils accueillent leur premier artiste féminin en 11 ans, qui est Ye-eun, ancienne membre des Wonder Girls. Elle se produit par la suite sous le nom de ''Ha:tfelt''.

## Controverses

### Accusations de plagiat contre Primary
Pour le 2013 Infinity Challenge Music Festival, Primary a collaboré avec Park Myeong-su et son collègue de label Gaeko (Dynamic Duo) pour le morceau "I Got C". Plus tard, les netizens ont remarqué des similarités entre "I Got C" et la chanson du chanteur hollandais Caro Emerald "Liquid Lunch". Des rumeurs de plagiat ont suivi.
Dans une interview faite par le Seoul Shinmun, un membre de l'équipe de production de Caro Emerald, David Schreurs, a déclaré que "[Primary] utilise notre musique comme modèle pour créer la sienne, ce qui est un honneur, mais sur certains morceaux il va trop loin. Je voudrais dire qu'il devrait faire confiance à son propre talent, parce qu'il est sans doute un bon producteur.”, Par conséquent, la Munhwa Broadcasting Corporation (MBC), la chaîne derrière l'"Infinity Challenge" et KT Music, qui est l'éditeur de l'album et des chansons du "2013 Infinity Challenge Music Festival" ont cessé les ventes en ligne de "I Got C".
Une autre composition de Primary, Mr. Lee de Park Ji-yoon ft. San E, a aussi été accusée de plagiat,.

### 2013: "The Control Diss Phenomenon"
- 19 juillet - E-Sens (Supreme Team) quitte Amoeba Culture[17],[18],[19].
- 12 août - Le rappeur américain Big Sean sort le single promotionnel "Control", avec un couplet de Kendrick Lamar qui appelle tous les artistes hip-hop à "se lever et sauver le hip-hop"[18].
- 21 août - Swings, le rappeur coréano-américain affilié avec Illest Konfusion, UPT et Overclass, sort le diss track "King Swings" sur la chaîne YouTube de son agence Brand New Music. Ugly Duck, Takeone et Deepflow ont répondu[20],[21],[22].
- 22 août - E-Sens choque la communauté du hip-hop sud-coréen en sortant "You Can't Control Me", clashant son ex-agence et ex-collègue de label Gaeko (Dynamic Duo)[18],[23],[24].
- 23 août - Swings sort un autre diss, "Hwang Jung-min (King Swings Part 2)". Il clashe cette fois-ci Simon Dominic (Supreme Team)[18],[25].
- 24 août - Gaeko brise le silence et sort "I Can Control You", et E-Sens répondra avec "True Story". Pendant ce temps là, Simon Dominic répond à Swings avec "Control"[18],[26].
- 26 août - Swings répond à Simon Dominic avec "New World". Pendant ce temps, Amoeba Culture délivre une déclaration disant qu'"ils respectent les opinions de ses artistes et qu'ils les laisseront gérer seuls" (en faisant allusion au clash entre Gaeko et Simon Dominic)[18],[27],[28].
- 27 août - L'échange de diss tracks prend fin[18],[29].

## Artistes actuels
- Dynamic Duo
- Yankie
- Planet Shiver
- Rhythm Power (Geegooin, Hangzoo et Boi B)[30]
- Crush
- Ha:tfelt (Park Yeeun, anciennement membre des Wonder Girls)

## Anciens artistes
- J-Tong
- Primary
- Ra.D
- Supreme Team
- DJ Pumkin
- Zion.T
- 0CD

## Discographie du label
| Année | Travail                                                     | Artiste                            |
| ----- | ----------------------------------------------------------- | ---------------------------------- |
| 2007  | Enlightened - Album                                         | Dynamic Duo                        |
| 2007  | LOVE is ENLIGHTENED - Album                                 | Dynamic Duo                        |
| 2008  | Last Days - Album                                           | Dynamic Duo                        |
| 2009  | "Ballad for Fallen Soul Part 1"                             | Dynamic Duo                        |
| 2009  | Supreme Team Guide To Excellent Adventure - EP              | Supreme Team                       |
| 2009  | Band of Dynamic Brothers - Album                            | Dynamic Duo                        |
| 2010  | Supremier - Album                                           | Supreme Team                       |
| 2010  | Spin off - Album                                            | Supreme Team                       |
| 2010  | "Ames Room"                                                 | Supreme Team                       |
| 2011  | Projet "Homage to Quincy Jones"                             | Primary, Supreme Team, Dynamic Duo |
| 2011  | Primary And The Messengers - Album                          | Primary                            |
| 2011  | DYNAMICDUO 6th DIGILOG 1/2 - Album                          | Dynamic Duo                        |
| 2012  | DYNAMICDUO 6th DIGILOG 2/2 - Album                          | Dynamic Duo                        |
| 2012  | Primary And The Messengers Part 2 - Album                   | Primary                            |
| 2012  | Primary And The Messengers Part 3 - Album                   | Primary                            |
| 2012  | Primary And The Messengers Part 4 - Album                   | Primary                            |
| 2012  | Everyone is good-looking, Rhythm Power - Album              | Rhythm Power                       |
| 2012  | "Air" Nike Air Force 1 30th Anniversary Collaboration Track | Tous les artistes du label         |
| 2012  | Mohican and the Barefoot - Album                            | J-Tong                             |
| 2013  | NOWeekend Project - Album                                   | Tous les artistes du label         |
| 2014  | CRUSH On You - Album                                        | Crush                              |